# Лоренцо Музети
Лоренцо Музети (на италиански: Lorenzo Musetti) е италиански тенисист.

## Биография
Лоренцо Музети е роден на 3 март 2002 г. в Карара, Италия. Баща му Франческо Музети работи в мраморна кариера, а майка му Сабрина Рати е секретарка. По-голямата му сестра Валентина е тенисистка, която в момента е омъжена за Джанлука Магер.
Започва да играе тенис на четиригодишна възраст и от дете е трениран от Симоне Тартарини. Неговият тенис идол е Роджър Федерер.
През март 2024 г. Музети обявява в Истаграм, че той и партньорката му Вероника Конфалониери са се сдобили със син, Лудовико.

## Кариера
Лоренцо Музети има най-високо в кариерата си класиране на сингъл в ATP - номер 15 в света, постигнато на 26 юни 2023 г., и класиране на двойки под номер 142, постигнато на 1 април 2024 г. Печели две титли на сингъл от ATP тур. През 2024 г. той достига първия си полуфинал в кариерата на турнир от Големия шлем на Уимбълдън. Той печели две титли на ATP Чаланджър и две титли от ITF световен тур.
Музети участва за Купа Дейвис през 2023 г., където Италия става шампион за първи път от 1976 г. Той играе два сингъл мача през целия турнир, включително в полуфинала срещу Сърбия, като загуби и двата, и два мача на двойки, като и двата си партнираха със Симоне Болели, където спечели един в двубоя на финалите срещу Чили през септември.

## Кариерна статистика

#### Финали натурнири от сериите Мастърс(1)
| година | турнир              | съперник във финала | резултат      |
| ------ | ------------------- | ------------------- | ------------- |
| 2025   | Монте Карло Мастърс | Карлос Алкарас      | 6–3, 1–6, 0–6 |

### ATP финали (2 титли; 6 финала)
|        | П–З | Година | Турнир                 | Клас         | Настилка | Опонент             | Резултат           |
| ------ | --- | ------ | ---------------------- | ------------ | -------- | ------------------- | ------------------ |
| Победа | 1–0 | 2022   | Германия Оупън         | 500 серии    | Клей     | Карлос Алкарас      | 6–4, 6–7(6–8), 6–4 |
| Победа | 2–0 | 2022   | Тенис Наполи Къп       | 250 серии    | Клей     | Матео Беретини      | 7–6(7–5), 6–2      |
| Загуба | 2–1 | 2024   | Куинс Клъб Чемпиъншипс | 500 серии    | Трева    | Томи Пол            | 1–6, 6–7(8–10)     |
| Загуба | 2–2 | 2024   | Хърватия Оупън         | 250 серии    | Клей     | Франсиско Серундоло | 6–2, 4–6, 6–7(5–7) |
| Загуба | 2–3 | 2024   | Чънду Оупън            | 250 серии    | Твърда   | Джунченг Шанг       | 6–7(4–7), 1–6      |
| Загуба | 2–4 | 2025   | Монте Карло Мастърс    | Мастърс 1000 | Клей     | Карлос Алкарас      | 6–3, 1–6, 0–6      |